# Hara (Lääne-Nigula)
Hara (Zweeds: Harga, Duits: Harja) is een plaats in de Estlandse gemeente Lääne-Nigula, provincie Läänemaa. De plaats heeft de status van dorp (Estisch: küla).
Tot in oktober 2017 viel Hara onder de gemeente Noarootsi. In die maand werd Noarootsi bij de fusiegemeente Lääne-Nigula gevoegd.

## Bevolking
Het dorp had 34 inwoners op 31 december 2011 en 33 inwoners op 31 december 2021.

## Ligging
Het dorp ligt aan de Baai van Hara, een onderdeel van de Oostzee. Het heeft een kleine haven. In het westen grenst het dorp aan het meer Vööla meri, dat zelf op het grondgebied van het buurdorp Kudani ligt. Op het grondgebied van Hara ligt ook een meer, Karjatse meri (33,2 ha), terwijl Hara in het zuiden over een korte afstand aan het meer Sutlepa meri grenst.

## Geschiedenis
In 1341 lag er een eiland Herkenlayde in de zeestraat Silmeni väin, die tot in het begin van de 20e eeuw het eiland Noarootsi van het vasteland scheidde. Het meer Vööla meri is een restant van die zeestraat. Tien jaar later was Herkenlayde een schiereiland geworden. Ergens in de periode 1351–1422 stichtten Zweden op het schiereiland twee dorpen, Lill- en Stor-Harga, in het Duits Groß- en Klein-Harja. Tegen het eind van de 18e eeuw woonden er geen Zweden meer, maar Esten. Uit het dorp Groß-Harja kwam het dorp Hara voort, uit Klein-Harja het dorp Vööla. Hara lag op het landgoed Paschlep (Paslepa), Vööla op het landgoed Bysholm.
Vööla (Zweeds en Duits: Bysholm) werd in 1977 opgedeeld tussen Hara en Kudani.